# Jitón
Jitón är en ort i Mexiko.   Den ligger i kommunen Oxchuc och delstaten Chiapas, i den sydöstra delen av landet, 800 km öster om huvudstaden Mexico City. Jitón ligger 2 069 meter över havet och antalet invånare är 185.
Terrängen runt Jitón är huvudsakligen kuperad, men norrut är den bergig. Runt Jitón är det ganska tätbefolkat, med 67 invånare per kvadratkilometer. I omgivningarna runt Jitón växer i huvudsak städsegrön lövskog.